# Meioneta alaskensis
Meioneta alaskensis är en spindelart som beskrevs av Holm 1960. Meioneta alaskensis ingår i släktet Meioneta och familjen täckvävarspindlar. Inga underarter finns listade i Catalogue of Life.